# 위고 요리스
위고 아드리앵 도미니크 요리스(프랑스어: Hugo Hadrien Dominique Lloris, 1986년 12월 26일~)는 프랑스의 축구 선수로 포지션은 골키퍼이다. 현재 미국 메이저 리그 사커 로스앤젤레스 FC에서 활약하고 있다. 그는 세 차례 UNFP 리그앙 최우수 골키퍼에 선정되었다. 프랑스 축구 국가대표팀의 일원으로 주장을 역임하기도 하였다.

## 개인사
카탈루냐 혈통의 요리스는 지중해 연안의 도시인 니스의 은행원인 아버지와 국제변호사인 어머니 사이에서 태어났다. 어린시 절부터 프로 드리블러를 꿈꾸며 꿈을 키우다가 많은 자책골로 골키퍼로 전향하게 되었다.
2012년에 소꿉친구였던 마린과 결혼하였고, 부부는 1남 2녀를 두고 있다.
9살 터울의 동생인 고티에 요리스도 축구선수로 활동 중이며, 포지션은 위고와 달리 수비수(센터백)다. OGC 니스의 B팀에서 뛰고 있다.
2018년 8월 24일 요리스는 런던 경찰에 의해 음주운전으로 기소됐다. 요리스는 법원에서 유죄를 인정하였으며, 5만 파운드의 벌금과 20개월간 운전이 금지되었다.

## 클럽 경력

### OGC 니스
지역 유스팀에서 CEDAC라는 곳에서 여섯 살의 나이에 축구를 시작한 요리스는 본래에는 중앙의 다양한 포지션에서 뛰는 선수였다. 그러나 그는 자라면서 골키퍼로서 재능을 보였고, 요리스의 재능을 알아챈 골키퍼 코치가 본격적으로 그의 보직을 골키퍼로 변경시켰다. 그 후 볼 핸들링, 캐칭 등 골키퍼 훈련을 시켰다.
전 프랑스 국가대표이자, 니스의 전설적인 골키퍼 도메네크 바라텔리는 요리스를 지켜보면서 골키퍼로서 소질이 있다고 판단하고, 니스에 요리스를 추천하였다.
덕분에 10세의 요리스는 니스 아카데미에 입단하게 됐다. 클럽의 유소년팀을 차례대로 거친 뒤, B팀으로 승격되었고, B팀에서 자신보다 3살 많은 힐레리 무뇨즈와 경쟁하게 된다.
05-06 시즌 요리스는 니스의 1군 스쿼드에 등록되는 동시에 1번이 적힌 저지를 입게되었다. 그의 1군 데뷔전은 10월경에 열린 쿠프 드 라 리그에서 샤토루와 맞붙게 되는 경기였는데, 니스는 샤토루를 2-0으로 이겼고, 요리스는 프로무대 데뷔전에서 클린시트를 기록하였다. 이후 요리스는 쿠프 드 라리그에서 결승전까지 전 경기에 출전하였다. 리그에서 데뷔전은 2006년 3월 18일 낭시와의 경기에서 데뷔전을 치렀고, 팀은 1:0으로 승리했었다.
06-07시즌이 되자 주전 골키퍼였던 다미앵 그레고르리를 완전히 밀어낸 요리스는 06/07시즌 37경기 출장하여 13개의 클린싯과 36실점을 기록하였다.
그보다 실점을 적게 허용한 골키퍼는 그레고리 쿠페, 세드리크 카라소, 울리크 라메 같은 리그에서 손꼽히는 베테랑 골키퍼들뿐이었다. 요리스의 활약으로 니스는 리그에서 5번째로 실점이 적은팀이 되었으나, 빈약한 공격력은 어찌할 수 없었고, 니스의 순위는 고작 리그 16위에 마크됐다.
07-08시즌, 그는 시즌 초 무릎인대 부상을 참고 뛰었는데, 결국에는 부상이 심해져 3주 동안 결장하게 되었다. 요리스는 10월 6일 열린 리그 10라운드 경기에서 르망과의 경기에서 복귀전을 치렀으나, 후반 72분경 부상 재발로 인해 백업골키퍼였던 리오넬 르티찌와 교체되었다. 이후 6주 동안 경기장에서 그의 모습을 볼 수 없었다. 그는 6주 후 치러진 11월 25일 파리 생제르맹과의 경기에서 복귀하였고, 팀 역시 2:1로 파리 생제르맹을 꺾었다.
요리스는 복귀전을 기점으로 계속해서 니스의 골문을 출장을 지켰고, 니스는 지난시즌보다 무려 여덟 단계위인 8위라는 호성적으로 시즌을 끝내게 되었다.
니스가 리그를 8위로 마감한건 98-99시즌 6위 이후 최고의 성적이었고, 요리스는 30경기 동안 단 24실점만을 내주며, 13개의 클린시트를 기록했다.
리그앙 정상급 골키퍼로 성장한 요리스는 중위권 구단인 니스가 지키기에는 어려운 수준의 선수가 되어 있었다. 마침 골키퍼 문제로 골치를 썩이던 올랭피크 리옹, AC 밀란, 토트넘 핫스퍼 FC 등 유럽의 빅클럽들은 이 젊고 유능한 탑클래스 키퍼에게 관심을 가지고, 러브콜을 보내왔다.
결국 2008년 여름 이적시장을 통해 900만 유로의 이적료로 당시 리그앙 7연패를 기록하며 유럽 최고의 팀 중 하나로 손꼽히던 올랭피크 리옹으로 이적하였다.

### 올랭피크 리옹
리옹에 있을 당시 3번의 베스트 일레븐과 3번의 리그앙 올해의 골키퍼에 선정된 적이있다.
요리스는 리옹에서의 데뷔전인 리그 1라운드 툴루즈와의 경기에서 팀이 3-0으로 이김으로, 리옹에서의 첫 클린시트를 기록하게 된다. 이후 요리스는 리그 최정상급 골키퍼 답게 최고의 활약을 펼쳤으며, 리그에서 35경기를 치루며 27실점을 허용하였고, 2년연속 0점대 실점률과 16개의 클린시트를 기록하며, 리그 최고의 키퍼다운 면모를 보여주었다.
그러나 명장 로랑 블랑과 당대 리그앙 최고의 선수였던 요앙 구르퀴프가 이끄는 보르도의 돌풍에 밀려 리옹은 리그 2위를 기록하였고, 리그 타이틀 8연패는 물거품으로 날아갔다. 하지만 요리스는 자신이 보여준 활약을 인정받아, 리그앙 올해의 팀에 선정되었고, 리그앙 올해의 골키퍼를 수상함으로, 리그 우승을 놓친 아쉬움을 어느정도 달랠 수 있었다.
09-10시즌, 요리스는 정말 대단한 퍼포먼스를 보여주었는데, 리그에서도 여전히 훌륭한 골키퍼였지만 챔피언스리그에서의 그의 활약은 더욱 두드라졌다.
10월 20일, 챔피언스 리그 E조 조별 예선 3라운드 경기에서 리버풀은 리옹을 자신들의 안방인 홈 안필드로 불러들었다. 리버풀은 여러차례 골문을 두드렸으나 골문을 지키던 요리스가 연이은 괴물같은 선방을 보여주면서 리옹의 골문을 뚫기란 도저히 어려워보였다.
결국 리옹은 추가시간에 극적으로 터진 세사르 델가도의 역전 결승골로, 원정경기에서 2-1 승을 거두며 귀중한 승점 3점을 챙기게 됐다.
리옹의 홈인 스타드 드 제를랑에서 치러진 리버풀과의 네 번째 조별예선 경기서도 그는 루카스 레이바와 디르크 카위트의 오버헤드 슛팅을 막는등 리버풀의 찬스를 무력화시키는 선방을 선보였다.
라이언 바벨에 환상적인 골을 막지 못했긴 했지만, 리산드로 로페스의 극적인 동점골과 요리스의 선방쇼에 힘입어 리옹은 1-1 무승부로 게임을 마쳤다.
11월 8일 리그앙 13라운드에서 리옹은 마르세유와 붙게 되었다. 이 경기에서 요리스는 두 차례의 끔찍한 핸들링 실수를 저지름으로써, 슐레이만 디아와라와 베누아 셰루에게 실점하였다.
뿐만 아니라 양팀 수비진은 최악의 활약을 펼침으로써, 대표팀의 넘버원 자리를 다투던 요리스와 망당다는 명성에 걸맞지 않게 사이좋게 5실점을 허용하는 최악의 경기를 선보였다. 이 경기는 후에도 계속 회자되는 경기가 되었고, 미디어와 양팀 감독들에게 양팀의 허술한 수비진을 각인시키는 경기가 되었다.
리옹은 챔피언스리그 조별예선서 4승 1무 1패를 기록하여, 5승 1패를 거둔 ACF 피오렌티나에 이어 조별예선을 2위로 통과하였다.
16강전에 리옹은 E조를 선두로 통과한 유럽 최강의 팀 레알마드리드를 만나게 됐다.
크리스티아누 호날두, 히카르두 카카, 사비 알론소 등 각국의 스타플레이어들이 즐비한 레알 마드리드는 전력상으로 리옹보다 우위를 보인 팀이였으나, 레알마드리드는 6년동안 챔피언스리그에서 리옹을 상대로 이겨본 적이 없었다.
2010년 2월 16일, 16강전 레알 마드리드는 호날두, 이과인을 앞세운 화려한 공격진을 통해 리옹의 골문을 향해 압도적인 공세를 펼쳤으나, 요리스는 위기 때마다 선방으로 레알 선수들을 당황하게 하였다. 47분경 장 마쿤의 중거리 슛은 이케르 카시야스가 건드릴 수 없는 곳으로 꽂혔다.
마쿤의 골은 결승골이 되었고, 리옹은 스타드 드 제를랑에서 1-0 신승을 거둔다.
한달 뒤에 펼쳐진 2차전은 산티아고 베르나베우에서 호날두에게 6분 만에 실점하기는 했지만, 그 이후에 침착함을 잃지 않고 골문을 굳건히 지켰고, 후반 70여분에 나온 미랄렘 퍄니치의 동점골로 리옹은 1-1로 경기를 마감하면서, 총합 스코어 2-1로 8강 진출 확정하게 된다.
그 이후 보르도와의 8강전에서도 좋은 활약을 펼쳤다.
마루안 샤마크에게 1,2 차전에서 한 골씩 먹히긴 했지만, 마지막 순간 웬델의 위협적인 헤딩슛을 아크로바틱한 선방으로 막아냄으로써, 리옹의 4강 진출을 도왔다.
4강에서 만난 상대는 분데스리가의 강호 바이에른 뮌헨이었다.
리옹 역시 리그앙의 강자였지만, 리옹에 비하여 강력한 전력을 가진 뮌헨의 상대가 되기는 역부족이었다.
1차전에서 제레미 툴랑랑의 퇴장으로 수비진의 약점을 드러냈던 리옹은 결국 아르연 로번에게 결승골을 헌납함으로써 1차전을 바이에른 뮌헨에게 내주었다.
요리스는 이 경기에서도 다니엘 프라니치의 강력한 왼발 중거리 슛팅과 아르연 로번의 슛을 막아내는 등 훌륭한 활약을 보였다.
2차전은 뮌헨을 홈으로 불러냈으나, 중원의 핵심인 제레미 툴랑랑의 출전 정지와 더불어 주장이자 수비진의 리더인 크리스마저 경기도중 퇴장당함으로써 수세에 밀린 리옹은 3실점을 헌납하였다.
3실점을 하는 와중에도 요리스는 눈부신 선방을 펼쳤다.
결국 총합스코어 4-0 (뮌헨 1-0 리옹, 리옹 0-3 뮌헨)으로 결승 문턱에서 내려올 수밖에 없었다. 그러나 요리스는 챔피언스리그에서 보여준 뛰어난 활약을 토대로 인테르나치오날레의 줄리우 세자르와 함께 2009-10 UFEA 최우수 골키퍼 최종후보에 노미네이트되기도 하였다.
이어진 2010-11시즌과 2011-12시즌에도 요리스는 월드클래스의 골키퍼 다운 면모를 보였으나, 수비진의 줄부상으로 인하여 수비조직력이 무너진 허술한 수비 때문에 리그에서 40실점, 51실점을 허용하였다.
2011-12시즌에는 쿠프 드 프랑스에서 우승함으로써 리옹 이적 후 처음으로 타이틀을 거머쥐게 되었다.
그러나 리옹은 신축구장 그랑드 제를랑 건립으로 인한 재정난에 의하여 고액주급자를 팔아야만 했다. 팀의 핵심선수이자, 탑클래스 골키퍼인 그는 2012년 여름 이적시장에서 토트넘 홋스퍼 FC와 아스날 FC의 관심을 받게 된다.

### 토트넘 홋스퍼
토트넘과 리옹은 요리스를 두고 기나긴 협상을 벌였고, 이적시장 마감일이던 2012년 8월 31일 마침내 요리스는 10m 유로의 이적료에 옵션 5m 유로로 토트넘 홋스퍼 FC에 입단하게 되었다.
데뷔전은 화이트 하트 레인에서 라치오와의 유로파리그 J조 1차전에서 치렀으며, 처음에는 브래드 프리델에 밀려 세컨드 키퍼로 컵대회에서 주로 모습을 보였다.
리그에서는 10월 7일 아스톤빌라와의 경기에서 7라운드 경기에서 출장하여, EPL 데뷔전을 치렀다.
팀은 2:0으로 승리하였고, 요리스는 리그 데뷔전에서 클린시트를 기록한다.
이후 안드레 빌라스-보아스의 들쭉날쭉한 기용으로 인해 프랑스 국가대표팀의 디디에 데샹 감독과 98월드컵 우승 당시 수문장이었던 파비앵 바르테즈의 질타가 있기도 하였다.
요리스는 11월 17일 아스날 FC와의 에미레이츠 스타디움에서 열린 북런던 더비에 출장하였고, 요리스는 뛰어난 선방을 보였으나, 에마뉘엘 아데바요르의 퇴장으로 팀의 열세에 빠졌고, 아스날에 5:2 대패하였다.
그러나 북런던 더비 이후 지속된 출장으로 주전자리를 꿰찬 요리스는 이내 팀에 적응하며 뛰어난 모습을 보였다.
특히 라치오와의 유로파리그 5차전에서 상대의 결정적인 공격찬스를 전부 막아내며 팀의 무승부를 이끌었고, 12월에 펼쳐진 리그 6경기에서 단 4실점밖에 허용하는 뛰어난 활약을 선보였다.
2013년 3월 10일, 안필드에서 펼쳐진 리버풀과의 리그경기에서 카일 워커의 백패스를 나와서 처리하려다 헛발질을 하는 실책을 범함으로써, 스튜어트 다우닝에게 실점을 내주기도 하였다. 이 경기에서 토트넘은 결국 3:2로 리버풀에 패했다.
2012-13시즌 요리스는 리그 27경기에서 29실점과 9개의 클린시트를 기록함으로써, 무난한 첫시즌을 보냈다.
2013-14 시즌이 시작되기 전 요리스는 러시아 갑부의 재력에 의해 부활한 AS 모나코의 관심을 거절했고, 새 시즌이 시작되자 다시 한 번 뛰어난 활약을 펼쳤다.
아스날에게 1:0으로 진 3라운드 경기에서, 올리비에 지루에게 실점하기는 했지만, 산티 카졸라의 날카로운 프리킥과 테오 월콧의 엄청난 침투를 과감한 태클로 막아냈으며, 6라운드 1:1 무승부로 끝난 첼시와의 홈경기에서도 페르난도 토레스와 안드레 슈얼레의 결정적인 찬스를 과감하고 빠른 대쉬로 막아냈다.
요리스는 초반 9경기에서 단 5실점을 허용하였고, 7개의 클린시트를 기록하는 엄청난 활약을 보였다.
그러나 에버튼 FC과의 10라운드 경기에서 공을 잡으러 나온 과정에서 로멜루 루카쿠와 크게 부딪히며, 뇌진탕 증세를 보였고, 코칭스탭들은 큰 부상 위험에 대비해 교체하려 했으나, 자신의 의지로 교체되는 것을 거부하고, 경기에 계속 뛰었다.
요리스는 뇌진탕 후유증을 염려하여, 다음라운드인 뉴캐슬과의 경기에서 제외되었다.
요리스는 이후 뇌진탕 후유증으로 의심되는 원인 모를 기량저하와 시즌 내내 끊이지 않고 계속된 수비진의 부진으로 인해 대량 실점하는 경우가 많았다.
11월 24일에 치러진 맨체스터 시티와의 경기에서 골 킥 상황에서 두 차례의 결정적인 실책을 범했고, 경기 시작한 지 13초만에 헤수스 나바스에게 골을 내주는 빌미를 제공하였다. 이 경기에서 요리스뿐만 아니라 모든 선수가 부진하였고, 6-0의 대참사를 기록하게 된다.
이후 리버풀에게 5실점을 하는 등 7경기에서 19실점을 기록하면서, 요리스는 시즌초의 엄청난 활약을 보이던것과 대조된 모습을 보이게 된다.
시즌 말미까지 토트넘의 수비 불안은 여전했지만, 요리스는 단 한경기를 제외한 모든 리그경기에 출전하면서 50실점을 기록하였다.
시즌이 끝나자, 파리 생제르맹, AS 모나코 등 프랑스 리그 최고의 구단들이 그에게 관심을 보였다. 요리스는 이에 대해 자신의 거취에 대해 함구하기도 하였으나, 2014년 7월 10일 토트넘과 5년 재계약으로 계약 기간을 2019년까지 늘리며 이적설을 일축시켰다.
2014-15 시즌을 앞두고, 토트넘은 헐 시티로 떠난 전 주장 마이클 도슨의 후임으로 유네스 카불을 선임하면서 부주장의 역할을 요리스와 아데바요르에게 맡긴다.
하지만 카불의 잦은 부상으로 부주장 요리스가 완장을 차는 경기가 많아졌고, 결국 2015-16시즌을 앞두고 유네스 카불이 선덜랜드로 이적하면서 요리스가 토트넘의 새 주장으로 선임되었다.

### 로스앤젤레스 FC
2023년 12월 30일, 토트넘에서 자리를 잃은 요리스는 11년간 정든 구단을 떠나 미국 메이저 리그 사커의 로스앤젤레스 FC로 이적했다.

## 국가대표 경력
연령대 대표팀을 모두 거쳤으며, 2006년 툴롱 토너먼트에서 뛰어난 활약으로 최우수 골키퍼로 선정되었다.
프랑스 성인 대표팀에는 2008년에 차출되기 시작하였으며, 2009년 경쟁자였던 스테브 망당다를 밀어내고 프랑스 국가대표팀의 주전자리를 꿰차게 되었다.
2010년 남아공 월드컵에 출전하였으나, 팀의 내분으로 인하여 최악의 모습을 선보인 프랑스는 조별예선에 탈락하는 수모를 겪었다. 이러한 상황에도 요리스는 꿋꿋이 본인의 임무를 해내며, 당시 프랑스에서 제몫을 해낸 몇 안되는 선수였다.
2012년 2월 이를 인정한 로랑 블랑 감독이 그를 프랑스 국가대표팀의 새로운 주장으로 선임하였고, 유로 2012에서도 역시 주전 골키퍼로 출장한다. 그러나 그가 이끈 프랑스는 8강에서 스페인의 사비 알론소에게 2골을 허용하며 탈락했다.
이후로도 계속 대표팀 주장으로서 2014년 브라질 월드컵과 유로 2016에서도 활약하였다. 브라질 월드컵에서 프랑스는 유럽지역 조별예선을 압도적으로 돌파했으며, 나이지리아와의 16강 경기에서 2:0으로 승리를 거두었다. 독일과의 8강전에서 마츠 후멜스가 요리스의 손이 닿지 않는 오른쪽 상단 구석에 꽂히는 엄청난 헤더로 결승골을 뽑아냈고, 0:1로 패한 프랑스는 8강에서 탈락하였다.
개최국 자격으로 야심차게 참가한 유로 2016에서는 본선 진출 팀들의 전반적인 경기력 난조 속에 요리스가 이끄는 프랑스만이 거의 유일하다시피 괜찮은 경기력을 보이며 결승전까지 진출하며 분전하였다. 그러나 호날두를 이른 부상으로 잃은 포르투갈의 에데르가 연장전에 결승골을 작렬하면서 아쉬운 준우승에 그쳐야 했다.
2017년 6월 2일 요리스는 파라과이와 친선 경기에 5:0으로 우승에서 프랑스를 위하여 자신의 88번째 출연을 이루어 사상 조국의 가장 많은 캡의 골키퍼로서 파비앵 바르테즈를 차지하였다. 그해 10월 불가리아와 벨라루스를 물리친 후, 요리스와 프랑스 국가대표팀은 2018년 러시아 월드컵을 위하여 합격하였다.
2018년 6월 21일 월드컵의 조별 경기에서 프랑스의 페루에 1:0 승리에서 요리스는 자신의 100번째 캡을 벌었다. 8강전에서 우루과이를 상대로 프랑스가 2:0으로 우승하면서 마르틴 카세레스의 골을 막았다. 7월 15일 결승전에서 요리스가 마리오 만주키치를 지나 드리블 하려고 시도하면서 그의 골을 허용한 실수에 불구하고 프랑스가 크로아티아를 4:2로 꺾으면서, 팀의 주장으로서 요리스는 FIFA 월드컵 트로피를 들어올렸다.
2022년 FIFA 월드컵에 참가한 요리스는 잉글랜드 축구 국가대표팀과의 준결승전에 출전하며 자신의 143번째 국가 대표팀 경기를 소화해 기존의 릴리앙 튀람의 142경기 출장 기록을 넘어 프랑스 축구 국가대표팀의 역대 최다 출장자가 되었다. 지난 대회 16강에서 만났던 아르헨티나를 결승전에서 다시 만났는데 이 때 승부차기까지 갔다. 여기서 아르헨티나의 에밀리아노 마르티네스와 키핑 대결을 벌였지만 평범한 성격의 위고 요리스에 비해 에밀리아노 마르티네스는 엄청나게 영악했으며 결국 에밀리아노 마르티네스의 심리전에 킹슬레 코망이 말려들면서 실축했다. 이게 원인이 되어 위고 요리스는 파울로 디발라가 중앙으로 일직선으로 찬 슈팅을 엉뚱한 곳으로 몸을 날리는 바람에 실패했으며 오렐리앵 추아메니 역시 에밀리아노 마르티네스에게 말려들어 골대 밖으로 공을 차는 실수를 범했다. 이로 인해 아르헨티나가 우승을 가져갔다.
2023년 1월 9일, 요리스는 프랑스 축구 국가대표팀 은퇴를 발표했다. 요리스는 프랑스 대표팀에서 총 145경기에 출장했다.
2023년 3월 24일, 요리스는 라파엘 바란, 블레즈 마튀디, 스테브 망당다와 함께 스타드 드 프랑스에서 있었던 프랑스와 네덜란드의 UEFA 유로 2024 예선 B조 1차전에 초대되었다. 2018년 FIFA 월드컵의 우승자들이자 국가대표팀에서 은퇴한 이들은 경기 전 8만 명의 관중들 앞에서 환대를 받았다.

## 플레이 스타일
민첩하며, 동물적인 반사신경을 보인다. 이러한 능력을 이용한 선방능력 역시 돋보이지만, 상대의 찬스를 기다려서 막기보다는 스위퍼키퍼로써 날렵한 움직임과 뛰어난 판단능력과 과감한 모습으로 미리 상대선수의 패스와 쇄도를 앞선에서 끊거나, 차단하는 등 넓은 수비범위를 자랑한다. 하지만 골킥의 정확함이 떨어진다는 평이 있다. 거의 모든 공을 다 잡아낸다.

## 출전 통계
| Club               | League         | Season  | App |
| ------------------ | -------------- | ------- | --- |
| OGC Nice II        | CFA            | 2004-05 | 12  |
| OGC Nice II        | CFA            | 2005-06 | 8   |
| OGC Nice           | Ligue 1        | 2005-06 | 11  |
| OGC Nice           | Ligue 1        | 2006-07 | 37  |
| OGC Nice           | Ligue 1        | 2007-08 | 30  |
| Olympique Lyonnais | Ligue 1        | 2008-09 | 46  |
| Olympique Lyonnais | Ligue 1        | 2009-10 | 52  |
| Olympique Lyonnais | Ligue 1        | 2010-11 | 47  |
| Olympique Lyonnais | Ligue 1        | 2011-12 | 53  |
| Olympique Lyonnais | Ligue 1        | 2012-13 | 3   |
| Tottenham Hotspur  | Premier League | 2012-13 | 33  |
| Tottenham Hotspur  | Premier League | 2013-14 | 45  |
| Tottenham Hotspur  | Premier League | 2014-15 | 44  |
| Tottenham Hotspur  | Premier League | 2015-16 | 46  |
| Tottenham Hotspur  | Premier League | 2016-17 | 43  |
| Tottenham Hotspur  | Premier League | 2017-18 | 43  |
| Tottenham Hotspur  | Premier League | 2018-19 | 44  |
| Tottenham Hotspur  | Premier League | 2019-20 | 27  |
| Tottenham Hotspur  | Premier League | 2020-21 | 48  |
| Tottenham Hotspur  | Premier League | 2021-22 | 43  |
| Tottenham Hotspur  | Premier League | 2022-23 | 31  |
| Los Angeles FC     | MLS            | 2024    | 6   |

## 기록

#### 올랭피크 리옹(2008~2012)
- 쿠프 드 프랑스 : 2011-12
- 트로페 데 샹피옹 : 2012

#### 토트넘 홋스퍼(2012~2023)
- UEFA 챔피언스리그 : 준우승 (2018-19)

#### 프랑스(2008~2022)
- UEFA 유로 U-19 : 2005
- UEFA 유로 : 준우승 (2016)
- FIFA 월드컵 : 우승 (2018), 준우승 (2022)
- UEFA 네이션스리그 : 2020-21

### 개인
- 프랑스 축구 올해의 골키퍼 : 2008, 2010, 2011
- 리그1 올해의 골키퍼 : 2008–09, 2009–10, 2011–12
- 리그1 올해의 팀 : 2008–09, 2009–10, 2011–12
- 리그1 이 달의 선수 : 2009년 9월
- 툴롱 토너먼트 최우수 골키퍼 : 2006
- OGC 니스 올해의 선수 : 2008
- 올랭피크 리옹 올해의 선수 : 2010
- 레지옹 도뇌르 슈발리에 : 2018
- 프랑스 대표팀 주장 : 2012-2022

## 같이 보기
- A매치 100경기 이상 출전한 축구 선수 명단